# Rue de Siam (album)
Pour les articles homonymes, voir Rue de Siam (homonymie).
Rue de Siam, du nom de la rue brestoise, est un album de Marquis de Sade, sorti le 19 janvier 1981.

## Réception
Selon l'édition française du magazine Rolling Stone, cet album est le 38e meilleur album de rock français.

## Liste des pistes
| No | Titre                                 | Durée |
| -- | ------------------------------------- | ----- |
| 1. | Back to Cruelty                       | 2:44  |
| 2. | Wanda's Loving Boy                    | 4:11  |
| 3. | S.A.I.D.                              | 3:30  |
| 4. | Stairs and Halls                      | 3:47  |
| 5. | Silent World                          | 5:07  |
| 6. | Cancer and Drugs                      | 3:38  |
| 7. | Iwo Jima Song                         | 5:45  |
| 8. | Final Fog (Brouillard définitif)      | 2:57  |
| 9. | Rue de Siam / Submarines and Icebergs | 7:00  |

## Crédits

### Marquis de Sade
- Thierry Alexandre : basse
- Eric Morinière : batterie
- Franck Darcel : guitare
- Philippe Pascal : chant

### Equipe additionnelle
- Jon Walls : ingénieur du son
- Thierry Haupais : production
- Mico Nissim : claviers
- Steve Nye : producteur
- Daniel Pabœuf, Philippe Herpin : saxophone
- Eric Le Lann : trompette